# Gowrānd
Gowrānd (persiska: گوراند) är en ort i Iran.   Den ligger i provinsen Östazarbaijan, i den nordvästra delen av landet, 600 km nordväst om huvudstaden Teheran. Gowrānd ligger 1 869 meter över havet och antalet invånare är 137.
Terrängen runt Gowrānd är bergig västerut, men österut är den kuperad. Terrängen runt Gowrānd sluttar österut. Runt Gowrānd är det ganska glesbefolkat, med 27 invånare per kvadratkilometer. Närmaste större samhälle är Arzīl, 6,8 km söder om Gowrānd. Trakten runt Gowrānd består i huvudsak av gräsmarker.